# دوشیزه آبی

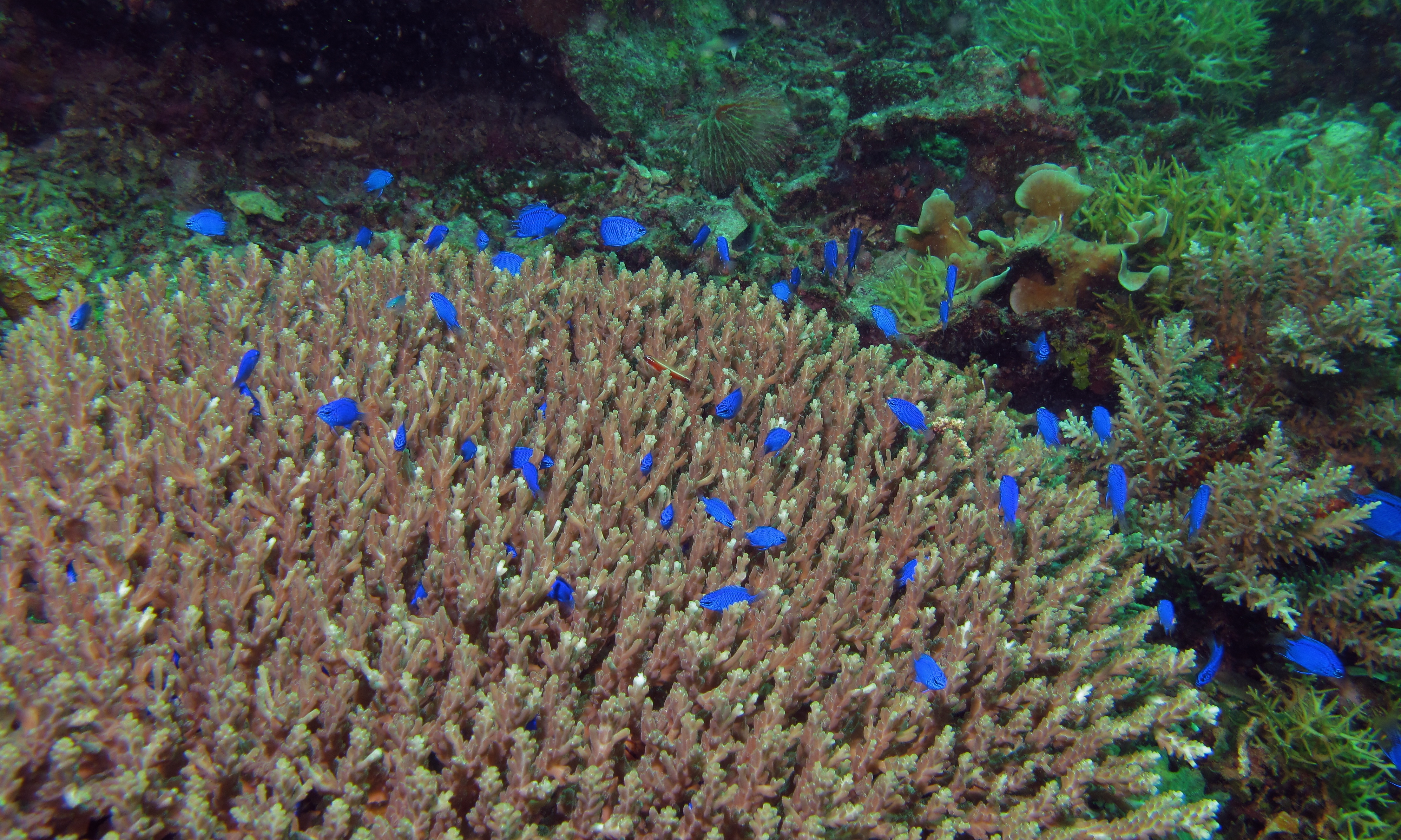
دختران یاقوت کبود (Pomacentrus pavo)

پوماسنتروس پاوو (نام علمی: 'Pomacentrus pavo') گونهای دوشیزه ماهی است که در سرده پوماسنتروس‌ها قرار دارد. اقیانوس هند و غرب اقیانوس آرام زیستگاه این آبزی است.